# Анік ван Кот
Анік ван Кот (нід. Aniek van Koot; нар. 15 серпня 1990) — нідерландська тенісистка (теніс на візках).
Найвищу одиночну позицію світового рейтингу — 1 місце досягла 28 січня 2013, парну — 1 місце — 26 липня 2010 року.
Перемагала на турнірах Великого шолома в одиночному та парному розрядах.

## Часова шкала результатів на турнірах Великого шлему
| W | Ф | ПФ | ЧФ | #Р | КТ | К# | DNQ | A | NH |

### Wheelchair singles
| Турнір                                 | 2008 | 2009 | 2010 | 2011 | 2012 | 2013 | 2014 | 2015 | 2016 | 2017 | 2018 | 2019 | 2020 | 2021 | Career SR |
| -------------------------------------- | ---- | ---- | ---- | ---- | ---- | ---- | ---- | ---- | ---- | ---- | ---- | ---- | ---- | ---- | --------- |
| Відкритий чемпіонат Австралії з тенісу | 1р   |      | ПФ   | ЧФ   | Ф    | П    |      | ПФ   | Ф    | ЧФ   | ПФ   | ПФ   | Ф    | ЧФ   | 1 / 12    |
| Відкритий чемпіонат Франції з тенісу   | ПФ   | ЧФ   | ЧФ   | ПФ   | Ф    | ПФ   | Ф    | Ф    | ЧФ   | ПФ   | ПФ   | ПФ   | ПФ   | ПФ   | 0 / 14    |
| Вімблдонський турнір                   | NH   | NH   | NH   | NH   | NH   | NH   | NH   | NH   | Ф    | ПФ   | Ф    | П    | NH   |      | 1 / 4     |
| Відкритий чемпіонат США з тенісу       | NH   | ПФ   | ЧФ   | Ф    | NH   | П    | Ф    | ПФ   | NH   | ПФ   | ЧФ   | ЧФ   |      |      | 1 / 9     |

### Wheelchair doubles
| Турнір                                 | 2008 | 2009 | 2010 | 2011 | 2012 | 2013 | 2014 | 2015 | 2016 | 2017 | 2018 | 2019 | 2020 | 2021 | Career SR |
| -------------------------------------- | ---- | ---- | ---- | ---- | ---- | ---- | ---- | ---- | ---- | ---- | ---- | ---- | ---- | ---- | --------- |
| Відкритий чемпіонат Австралії з тенісу | ПФ   |      | П    | Ф    | Ф    | П    |      | Ф    | Ф    | П    | Ф    | П    | Ф    | П    | 5 / 12    |
| Відкритий чемпіонат Франції з тенісу   | ПФ   | Ф    | П    | Ф    | ПФ   | П    | Ф    | П    | Ф    | Ф    | П    | П    | П    | П    | 7 / 14    |
| Вімблдонський турнір                   | NH   |      | ПФ   | Ф    | П    | П    | Ф    | Ф    | Ф    | ПФ   | ПФ   | П    | NH   |      | 3 / 10    |
| Відкритий чемпіонат США з тенісу       | NH   | ПФ   | Ф    | Ф    | NH   | П    | Ф    | П    | NH   | Ф    | Ф    | П    |      |      | 3 / 9     |